# کوه‌شاه
کوه‌شاه مجموعه‌ای شامل چندین روستابامرکزیت روستای زیارت شاه واقع در ۶۵ کیلومتری مرکز شهرستان ریگان و ۱۴۶ کیلومتری مرکز شهرستان بم واقع در جنوب شرقی استان کرمان در رشته کوه جبالبارز قرار گرفته‌است.

کوهشاه با دارا بودن آب وهوایی خنک ومعتدل به عنوان نگینی در دل آب و هوای گرم وخشک کویر می‌درخشد آب و هوای معتدل وکوهستانی وطول وعرض جغرافیایی مناسب باشهرستان‌های اطراف همه ساله گردشگران زیادی از شهرستان‌های مجاور شامل شهرستان‌های بم - نرماشیر- فهرج- ریگان -جیرفت -عنبرآباد-رودبار جنوب -کهنوج و از فواصل دور ونزدیک به کوهشاه می‌کشاندواین روستا را به قطب گردشگری جنوب شرق تبدیل کرده وباعث شده همه روزه مسافران زیادی از این روستای سیاحتی گردشگری دیدن کنند.
آب و هوای مساعد، گونه‌های جانوری و گیاهی منحصر بفرد و وجود رودخانه‌های خروشان، غارهاو آبشارهای زیباو گورستانی با قدمت بیش از سه قرن از جمله جاذبه‌های گردشگری است که این روستا را به نگینی سرسبز در دل کویر مانند کرده‌است.
ازدلایل جذب گردشگر کوهشاه می‌توان به وجود طبیعت بکر وکوهستانی وکوه‌های سربه فلک کشیده همراه باجنگل هاوصخره‌های بی‌نظیر همچنین وجود درختانی نظیر مورد که تنهادرنقاط خاصی ازکشور می‌روید بنه وکَثور (پسته وحشی). بادام کوهی- کَهکُم -آرچِن ازگیاهان دارویی کوهشاه می‌توان به آویشَن - دِرمِنه - کلپوره -پیاز کوهی (به زبان محلی خَروشک) - زیره کوهی -وآنقوزه (به زبان محلی پَتِرک) اشاره کردکه این روستا را به قطب تولیدگیاهان دارویی در شرق استان تبدیل کرده‌است.
وجودگونه‌های نادر جانوری نظیر یوز پلنگ ایرانی -بزکوهی -وپرندگانی نظیرکبک وتیهو. غارها (غارپاسرخ وغارانار بالا) رودخانه‌ها چشمه سارها و آبشارهای طبیعی مانند آبشار رُمگُن- آبشار سُنته وبوسهاک - آبشارهای سرگَری و ته گَری همچنین وجود معادن سنگ مرمرکه هم‌اکنون در حال بهره‌برداری است - مس و… اشاره کرد.
همچنین وجود گورستانی باقدمت ۳۵۰سال که نماد تمدن کهن این منطقه است که در انتظار ثبت ملی است کوهشاه را به یکی از تاریخی‌ترین مناطق شرق استان تبدیل کرده‌است.